# Valentina Scandolara
Valentina Scandolara (Soave, província de Verona, 1 de maig de 1990) és una ciclista italiana professional des del 2009 i actualment a l'equip WM3 Pro Cycling. Competeix tant en pista com en carretera.

## Palmarès en ruta
- 2007
  -  Campiona d'Europa júnior en Ruta
- 2008
  -  Campiona d'Europa júnior en Ruta
  -  Campiona d'Itàlia júnior en ruta
- 2011
  - 1a a la Giornata Rosa di Nove
- 2013
  - Vencedora d'una etapa a la Volta a Turíngia
- 2014
  - 1a al Giro del Trentino
- 2015
  - 1a al Santos Women's Tour i vencedora d'una etapa
  - Vencedora d'una etapa al Tour de l'Ardecha
- 2017
  - 1a a la Dwars door de Westhoek

## Palmarès en pista
- 2011
  -  Campiona d'Europa sub-23 en Puntuació